# Mete Gazoz
Mete Gazoz, född 8 juni 1999, är en turkisk bågskytt som vann OS-guld i den individuella tävlingen vid olympiska sommarspelen 2020.
Han deltog vid olympiska sommarspelen 2016, 2020 (som arrangerades 2021) och 2024 där han också bar den turkiska fanan vid invigningen. Efter sitt individuella guld från 2020 års spel så vann han också ett brons i herrarnas lagtävling 2024. Han har också vunnit tre VM-medaljer. Brons i mixedlag 2021 och ett guld (individuellt) och silver (herrarnas lag) vid VM 2023. 